# Grote veldknobbeldaas
De grote veldknobbeldaas (Hybomitra tropica) is een vliegensoort uit de familie van de dazen (Tabanidae). De wetenschappelijke naam van de soort is gepubliceerd in 1758 door Linnaeus in de tiende editie van Systema naturae. 